# Marine-Brigade von Loewenfeld
Marine-Brigade von Loewenfeld eller 3. Marine-Brigade var en tysk frikår, aktiv 1919–1920. Frikåren bildades av Korvettenkapitän Wilfried von Loewenfeld och bekämpade polska insurgenter under de schlesiska upproren samt stred mot kommunistiska upprorsmän i Ruhrområdet.

### Webbkällor
- ”3. Marine-Brigade Loewenfeld” (på engelska). Axis History. Arkiverad från originalet den 29 oktober 2014. https://www.webcitation.org/6Th9SB7os?url=http://www.axishistory.com/books/36-germany/germany-freikorps/2225-3-marine-brigade-loewenfeld. Läst 29 oktober 2014.